# Šibuši

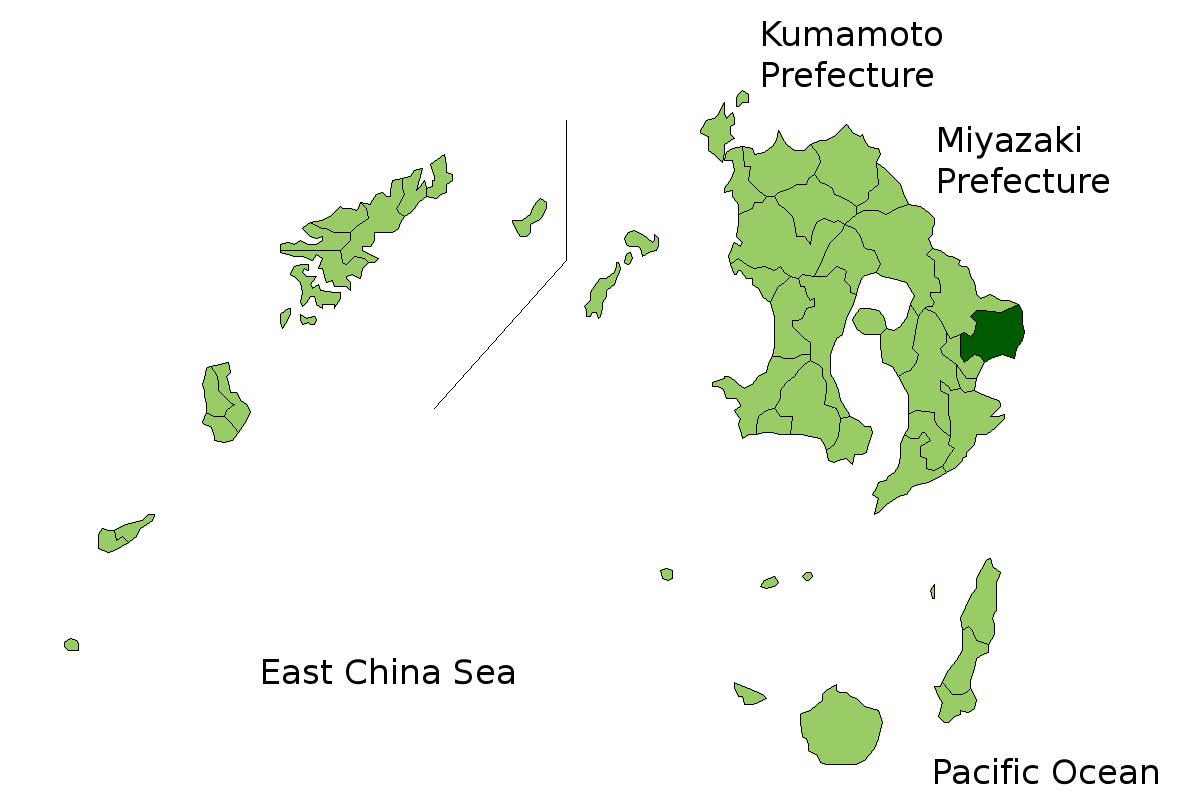
Poloha města Šibuši na mapě prefektury Kagošima

Šibuši (japonsky 志布志市; Šibuši-ši) je město ležící v japonské prefektuře Kagošima.
Město (市, ši) vzniklo 1. ledna 2006 spojením měst (町, mači) Šibuši (志布志町, Šibuši-čó), Ariake a Macujama.
V roce 2005 mělo město 34 777 obyvatel. Jeho celková rozloha je 289,47 km².